# Luis Crespo Ordóñez
Luis Adolfo Crespo Ordóñez (Cuenca, Ecuador, 12 de julio de 1904 - Madrid, España, 7 de marzo de 2004) fue un pintor ecuatoriano.

## Biografía
Nació en Cuenca, Ecuador, el 12 de julio de 1904, sus padres fueron el industrial Roberto Crespo Toral y Hortensia Ordóñez Mata. Desde pequeño se admiraba por la naturaleza y recitaba poesías por lo que su tío Remigio Crespo Toral lo llamaba el artista sin maestro. Ya en 1926 estudió en la Escuela de Bellas Artes de Cuenca y en 1928 ganó el Tercer Premio de Pintura en el Salón Mariano Aguilera. En 1930 le conceden la Medalla de Oro de la Escuela de Bellas Artes de Cuenca y una beca municipal para estudiar en Quito y luego becado por el gobierno para estudiar en Europa. También estudió en París en la École des Beaux-Arts y la Grande Chaumière entre 1930 y 1932. En 1932 viaja a España para realizar estudios en la Escuela de Artes de San Fernando de Madrid hasta 1934. Falleció el 7 de marzo de 2004 en Madrid, España.